# Saneczkarstwo na Zimowych Igrzyskach Olimpijskich 2022 – sztafeta
Sztafeta – jedna z konkurencji, w której zostały rozdane medale w saneczkarstwie na Zimowych Igrzyskach Olimpijskich 2022 w Pekinie.
Zawodnicy o medale olimpijskie walczyli 9 lutego na torze Yanqing National Sliding Centre umiejscowionym w Pekinie.

## Terminarz
| Data      | Godzina rozpoczęcia | Godzina rozpoczęcia |
| Data      | UTC+08:00           | CET                 |
| --------- | ------------------- | ------------------- |
| 10 lutego | 21:30               | 14:30               |

## Wyniki
| Poz. | Nr | Reprezentacja                                                                                      | Kobieta  | Mężczyzna | Dwójka   | Suma     | Strata  |
| ---- | -- | -------------------------------------------------------------------------------------------------- | -------- | --------- | -------- | -------- | ------- |
| 01 ! | 14 | Niemcy Natalie Geisenberger Johannes Ludwig Tobias Wendl / Tobias Arlt                             | 1:00,090 | 1:01,407  | 1:01,909 | 3:03,406 | —       |
| 02 ! | 13 | Austria Madeleine Egle Wolfgang Kindl Thomas Steu / Lorenz Koller                                  | 1:00,054 | 1:01,342  | 1:02,090 | 3:03,486 | +0,080  |
| 03 ! | 12 | Łotwa Elīza Tīruma Kristers Aparjods Mārtiņš Bots / Roberts Plūme                                  | 1:00,578 | 1:01,451  | 1:02,325 | 3:04,354 | +0,948  |
| 4.   | 10 | Rosyjski Komitet Olimpijski Tatjana Iwanowa Roman Riepiłow Aleksandr Dienisjew / Władisław Antonow | 1:00,147 | 1:01,757  | 1:02,763 | 3:04,667 | +1,261  |
| 5.   | 11 | Włochy Andrea Vötter Leon Felderer Emanuel Rieder / Simon Kainzwaldner                             | 1:00,618 | 1:01,960  | 1:02,274 | 3:04,852 | +1,446  |
| 6.   | 8  | Kanada Trinity Ellis Reid Watts Tristan Walker / Justin Snith                                      | 1:00.880 | 1:02,222  | 1:02,133 | 3:05,235 | +1,829  |
| 7.   | 9  | Stany Zjednoczone Ashley Farquharson Chris Mazdzer Zachary Di Gregorio / Sean Hollander            | 1:00,332 | 1:02,077  | 1:03,332 | 3:05,741 | +2,335  |
| 8.   | 6  | Polska Klaudia Domaradzka Mateusz Sochowicz Wojciech Chmielewski / Jakub Kowalewski                | 1:01,448 | 1:02,727  | 1:02,961 | 3:07,136 | +3,730  |
| 9.   | 2  | Rumunia Raluca Strămăturaru Valentin Crețu Marian Gîtlan / Darius Şerban                           | 1:01,402 | 1:02,743  | 1:03,547 | 3:07,692 | +4,286  |
| 10.  | 1  | Czechy Anna Čežíková Michael Lejsek Filip Vejdělek / Zdeněk Pěkný                                  | 1:01,852 | 1:03,545  | 1:04,159 | 3:09,556 | + 6,150 |
| 11.  | 5  | Ukraina Julianna Tunijtska Anton Dukach Ihor Stachiw / Andrij Łysećkyj                             | 1:01,123 | 1:04,244  | 1:04,237 | 3:09,604 | + 6,198 |
| 12.  | 3  | Chińska Republika Ludowa Wang Peixuan Fan Duoyao Huang Yebo / Peng Junyue                          | 1:01,947 | 1:03,467  | 1:04,768 | 3:10,182 | +6,776  |
| 13.  | 4  | Korea Południowa Aileen Frisch Lim Nam-kyu Park Jin-yong / Cho Jung-myung                          | 1:02,682 | 1:05,265  | 1:03,291 | 3:11,238 | +7,832  |
|      | 7  | Słowacja Katarína Šimoňáková Jozef Ninis Tomáš Vaverčák / Matej Zmij                               | 1:01,579 | 1:02,338  | DNF      | DNF      | DNF     |